# 오토크롬

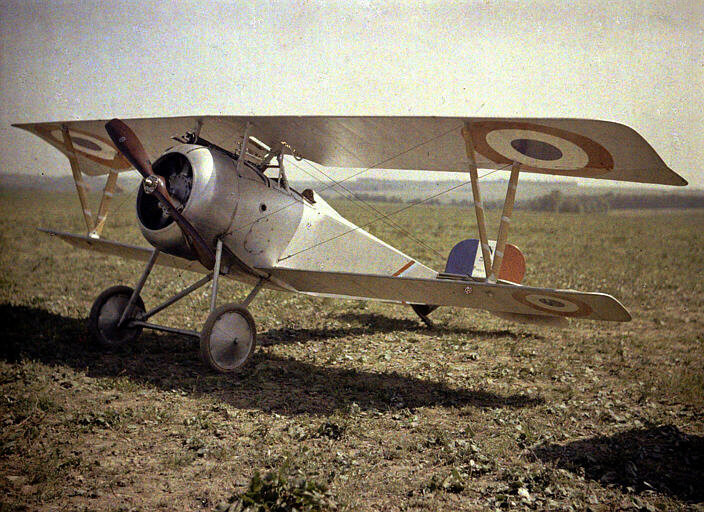
오토크롬 사진.

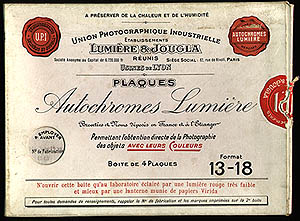
오토크롬 건판 상자.

오토크롬(프랑스어: Autochrome [ɔtɔkʀoːm][*])은 초기 천연색 사진술의 일종이다. 프랑스의 뤼미에르 형제가 개발하여 1903년에 특허를 얻고 1907년부터 상용화되었다. 1930년대 중반에 필름이 개발되기 전까지 가장 대세를 이룬 천연색 사진술이었다.

## 같이 보기
- 세르게이 프로쿠딘고르스키